# Covent Garden

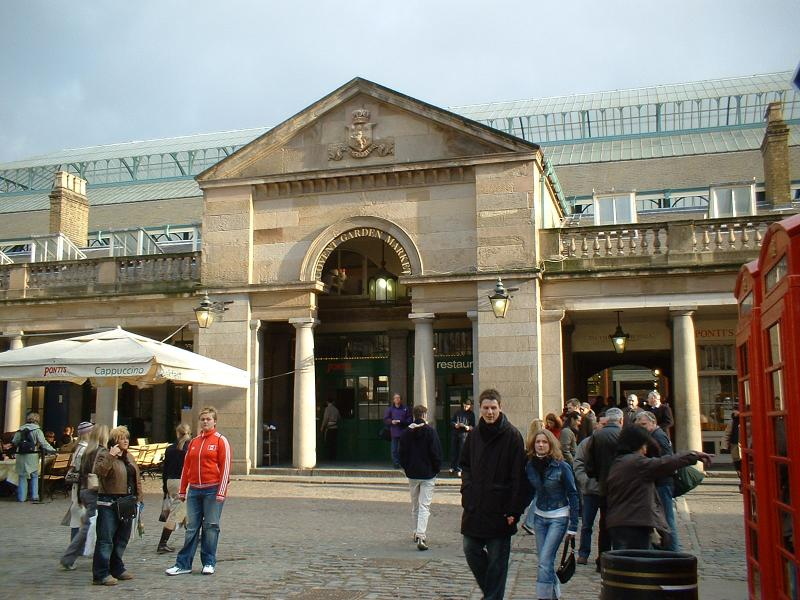
Exteriér tržnice v Covent Garden

Covent Garden je okrsek v centrálním Londýně ve východní části Westminsteru. Je znám jako obchodní a zábavní centrum a nachází se v něm vstup do budovy Královské opery (Royal Opera House), která bývá také označována jako Covent Garden.
Oblast je ohraničena ulicemi High Holborn, Kingsway, Strand a Charing Cross Road. V centru oblasti se nachází Covent Garden Piazza, místo, kde se od 15. století až do roku 1974 konaly květinové a zeleninové trhy. Poté se trhy přestěhovaly do New Covent Garden Market v Nine Elms.

## Historie

### Do 15. století

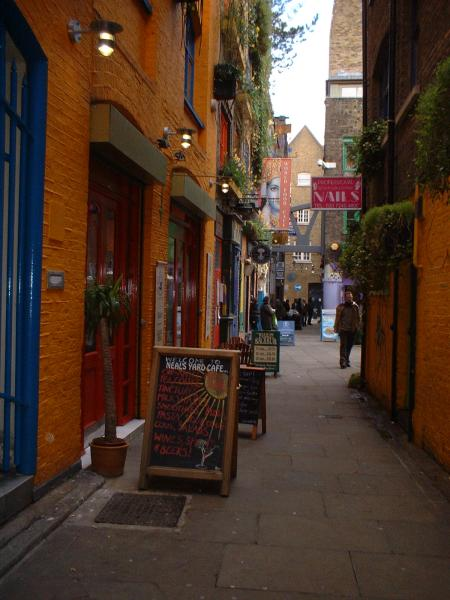
Neal's Yard

Toto území bylo obydleno již v době vlády Římanů.
Jméno Convent Garden (původní název, později upravený na současný Covent Garden) bylo poprvé použito pro tuto oblast v době vlády Jana Bezzemka. Jednalo se o území o rozloze 160 000 m² v hrabství Middlesex ohraničené na západě a východě St. Martin's Lane a Drury Lane a na severu Floral Street a na jihu linie tvořená Maiden Lane a Exeter Street.
Opatství (nebo klášter) svatého Petra z Westminsteru ve středověku v této oblasti obhospodařovalo zahrady, které zásobovaly jejich obyvatele zeleninou pro denní potřebu. Po další tři století se klášterní (anglicky convent) zahrady, které mniši pronajali nájemcům, staly hlavním dodavatelem ovoce a zeleniny do Londýna.
Tento typ pronájmu vedl v království ke sporům, které v roce 1540 vyřešil Jindřich VIII. jedním podpisem, kterým zrušil kláštery a zabavil jejich půdu i majetek.
Král Jindřich VIII. daroval část půdy Johnu Russellovi, později hraběti z Bedfordu. Král Eduard VI., aby naplnil vůli svého otce, poskytl roku 1547 zbytek zahrad Eduardu Seymourovi, vévodovi ze Somersetu, který začal následující rok stavět na jižní straně ulice Strand Somerset House. Poté, co byl Seymour v roce 1552 popraven za zradu, připadl tento pozemek zpět králi, který ho daroval jednomu z těch, kdo připravovali Seymourův pád. Území o rozloze 160 000 m² sestávající z oblastí nazývaných le Covent Garden a long acre se staly královským patentem navěky majetkem hraběte z Bedfordu.

### 17. – 19. století

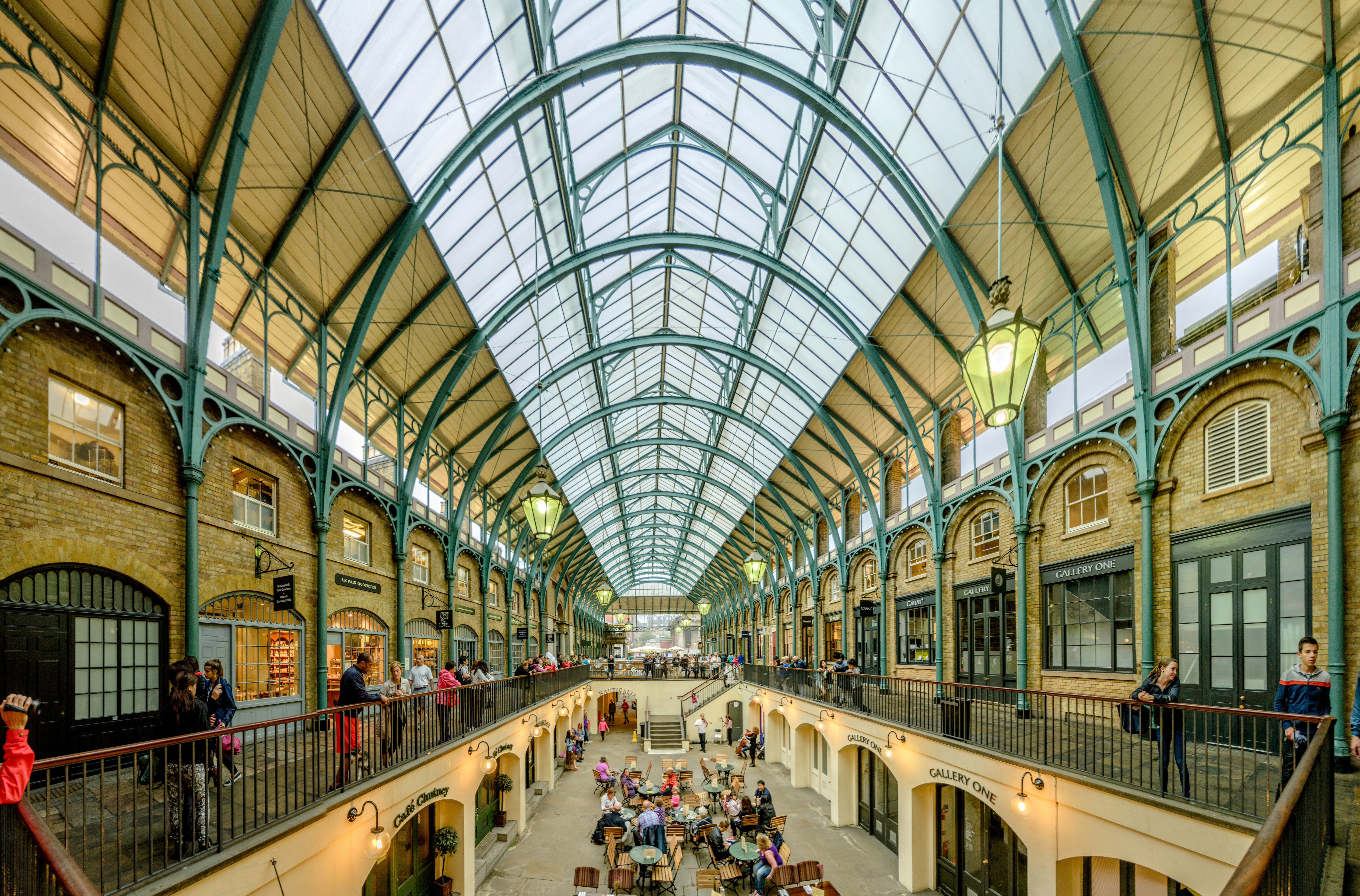
Interiér tržnice v Covent Garden

Základy současné podoby Covent Garden byly položeny na počátku 17. století, kdy tuto oblast restauroval Francis Russell, 4. hrabě z Bedfordu. Autorem návrhu přestavby byl pověřen Inigo Jones, první a největší anglický renesanční architekt. Ten se nechal inspirovat velkými římskými piazzami a vytvořil velký otevřený prostor v centru Covent Garden.
Oblast se stala centrem trhovců a po Velkém požáru Londýna v roce 1666, který zničil konkurenční tržiště na východě města, se toto tržiště stalo nejvýznamnějším v zemi. Byly zde prodávány i exotické plodiny dovážené po Temži. Covent Garden je jedinou oblastí Londýna, kde je povoleno provozování pouličních představení. V roce 1830 zde byly vystavěny lázně vybudované ve stylu římských lázní, podobných těm v Bath.

### Současnost
Na konci 60. let 20. století dosáhl dopravní provoz nákladních aut zásobujících toto tržiště takové intenzity, že další využití tohoto území pro trhy bylo neúnosné. V roce 1973 se tržiště přestěhovalo do jiné oblasti (nazývané New Covent Garden Market) asi 5 km na jihozápad do Nine Elms.
Původní tržiště upadalo do té doby, než byla jeho hlavní budova v roce 1980 znovu otevřena jako nákupní centrum a turistická atrakce. V oblasti Long Acre jsou v současné době soustředěny obchody s oblečením a butiky a podél Neal Street obchody s obuví. Na Piaza se nachází Londýnské dopravní muzeum a široký vstup do Královské opery.
V roce 1977 byla Neal Street sídlem punkového klubu Roxy.
V roce 2005 byla v Covent Garden vytvořena obdoba Hollywoodského chodníku slávy – Ulice hvězd, která vede od Katedrály svatého Pavla.

## Doprava

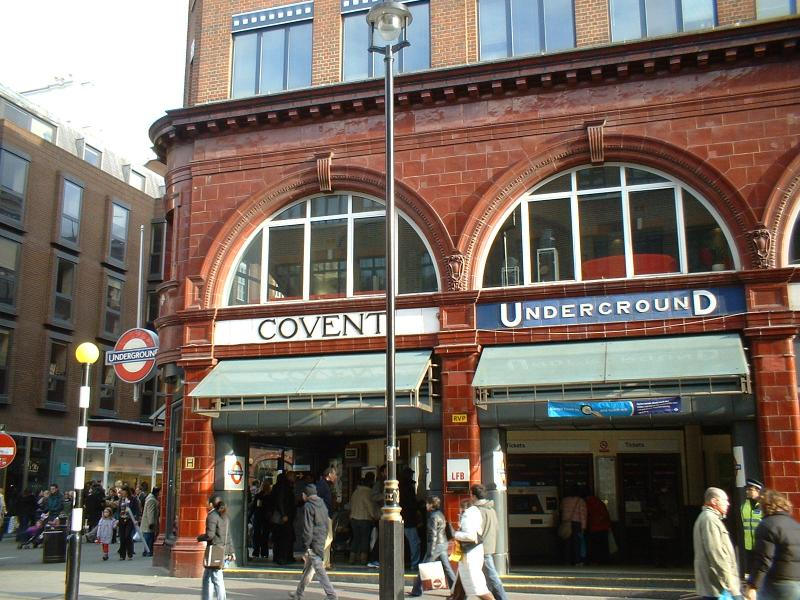
Stanice metra Covent Garden

### Stanice metra
- Covent Garden (Piccadilly Line)
- Leicester Square (Piccadilly Line, Northern Line)
- Embankment (Circle Line, District Line, Northern Line & Bakerloo Line)